# Міста Житомирської області

Житомирська область на карті України

До складу Житомирської області входять 12 міст. Найбільшим за населенням є Житомир з населенням у 261 624 осіб за даними Державної служби статистики України від 1 січня 2022 року.
Отримати статус міста в України мають право населені пункти, які мають населення понад 10 000 осіб. Цей статус мають чимало міст, які не задовольняють цій вимозі, виходячи з їхнього історичного, економічного або географічного значення. До міської території часто входять прилеглі поселення, які становлять з ним єдину соціальну, економічну та історичну спільність.
У списку показані міста та містечка Житомирської області, офіційні назви українською мовою, їхня площа, населення, район, географічні координати адміністративних центрів, мовний склад (зазначені мови, що становлять понад 1% від населення за даними Всеукраїнського перепису населення 2001 року), положення на карті області.

## Адміністративне значення та історичні дані
| Назва      | Адмін. значення | Громада            | Район         | Район/міськрада до 2020 року | Рік утворення або першої згадки | Рік віднесення до категорії міст | Розташування                                                          |
| ---------- | --------------- | ------------------ | ------------- | ---------------------------- | ------------------------------- | -------------------------------- | --------------------------------------------------------------------- |
| Андрушівка | цтг             | Андрушівська       | Бердичівський | Андрушівський                | 1683                            | 1975                             | 50°01′42″ пн. ш. 29°01′27″ сх. д. / 50.02833° пн. ш. 29.02417° сх. д. |
| Баранівка  | цтг             | Баранівська        | Звягельський  | Баранівський                 | 1565                            | 2001                             | 50°17′37″ пн. ш. 27°40′01″ сх. д. / 50.29361° пн. ш. 27.66694° сх. д. |
| Бердичів   | рц, цтг         | Бердичівська       | Бердичівський | Бердичівська м/р             | сер. XV ст.                     | 1845                             | 49°53′31″ пн. ш. 28°36′00″ сх. д. / 49.89194° пн. ш. 28.60000° сх. д. |
| Житомир    | оц, рц, цтг     | Житомирська        | Житомирський  | Житомирська м/р              | IX ст.                          | 1444                             | 50°15′16″ пн. ш. 28°39′28″ сх. д. / 50.25444° пн. ш. 28.65778° сх. д. |
| Звягель    | рц, цтг         | Новоград-Волинська | Звягельський  | Новоград-Волинська м/р       | 1257                            | 1795                             | 50°35′00″ пн. ш. 27°38′00″ сх. д. / 50.58333° пн. ш. 27.63333° сх. д. |
| Коростень  | рц, цтг         | Коростенська       | Коростенський | Коростенська м/р             | 883/945                         | 1926                             | 50°58′25″ пн. ш. 28°36′52″ сх. д. / 50.97361° пн. ш. 28.61444° сх. д. |
| Коростишів | цтг             | Коростишівська     | Житомирський  | Коростишівський              | 1471                            | 1938                             | 50°19′07″ пн. ш. 29°03′33″ сх. д. / 50.31861° пн. ш. 29.05917° сх. д. |
| Малин      | цтг             | Малинська          | Житомирський  | Малинська м/р                | 1471                            | 1938                             | 50°46′08″ пн. ш. 29°16′12″ сх. д. / 50.76889° пн. ш. 29.27000° сх. д. |
| Овруч      | цтг             | Овруцька           | Коростенський | Овруцький                    | 977                             | 1795                             | 51°19′28″ пн. ш. 28°48′29″ сх. д. / 51.32444° пн. ш. 28.80806° сх. д. |
| Олевськ    | цтг             | Олевська           | Коростенський | Олевський                    | 1488                            | 2003                             | 51°13′40″ пн. ш. 27°38′53″ сх. д. / 51.22778° пн. ш. 27.64806° сх. д. |
| Радомишль  | цтг             | Радомишльська      | Житомирський  | Радомишльський               | 1150                            | 1795                             | 50°29′41″ пн. ш. 29°14′00″ сх. д. / 50.49472° пн. ш. 29.23333° сх. д. |
| Чуднів     | цтг             | Чуднівська         | Житомирський  | Чуднівський                  | 1471                            | 2012                             | 50°03′10″ пн. ш. 28°05′49″ сх. д. / 50.05278° пн. ш. 28.09694° сх. д. |

## Площа та населення
| Місто      | Площа (км²) | Населення (за роками перепису та державної статистики) | Населення (за роками перепису та державної статистики) | Рідна мова (2001)                        |
| Місто      | Площа (км²) | 2001                                                   | 2022                                                   | Рідна мова (2001)                        |
| ---------- | ----------- | ------------------------------------------------------ | ------------------------------------------------------ | ---------------------------------------- |
| Андрушівка | …           | 9832                                                   | 8325                                                   | українська — 97.54 % російська — 2.6 %   |
| Баранівка  | 22,34       | 12 523                                                 | 11 161                                                 | українська — 98.9 % російська — 1.72 %   |
| Бердичів   | 36,07       | 87 193                                                 | 73 046                                                 | українська — 88.96 % російська — 10.59 % |
| Житомир    | …           | 282 823                                                | 261 624                                                | українська — 83.18 % російська — 16.27 % |
| Звягель    | 32,77       | 56 555                                                 | 55 086                                                 | українська — 89.37 % російська — 10.1 %  |
| Коростень  | 42,31       | 66 850                                                 | 61 496                                                 | українська — 86.69 % російська — 12.73 % |
| Коростишів | …           | 25735                                                  | 24129                                                  | українська — 94.42 % російська — 5.27 %  |
| Малин      | …           | 28 150                                                 | 25 172                                                 | українська — 95.38 % російська — 4.12 %  |
| Овруч      | 9,86        | 16 896                                                 | 15 250                                                 | українська — 89.76 % російська — 9.40 %  |
| Олевськ    | …           | 10 851                                                 | 10 032                                                 | українська — 96.91 % російська — 2.80 %  |
| Радомишль  | 12,09       | 15 252                                                 | 13 685                                                 | українська — 95.71 % російська — 4.16 %  |
| Чуднів     | …           | 6450                                                   | 5357                                                   | українська — 97.84 % російська — 1.88 %  |

## Символіка і влада
| Місто      | Герб | Прапор | Фото | Міський голова                  | Сайт міської влади          |
| ---------- | ---- | ------ | ---- | ------------------------------- | --------------------------- |
| Андрушівка |      |        |      | Білецька Галина Іванівна        | andrushivka.info            |
| Баранівка  |      |        |      | Мігей Олександр Юрійович        | gb.mrada-baranivka.gov.ua   |
| Бердичів   |      |        |      | Орлюк Сергій Валерійович        | berdychiv-rada.gov.ua       |
| Житомир    |      |        |      | Сухомлин Сергій Іванович        | zt-rada.gov.ua              |
| Звягель    |      |        |      | Боровець Микола Петрович        | info.nvrada.gov.ua          |
| Коростень  |      |        |      | Москаленко Володимир Васильович | korosten-rada.gov.ua        |
| Коростишів |      |        |      | Кохан Іван Михайлович           | www.korostyshiv-rada.gov.ua |
| Малин      |      |        |      | Ситайло Олександр Григорович    | malyn-rada.gov.ua           |
| Овруч      |      |        |      | Коруд Іван Ярославович          | ovrucka-gromada.gov.ua      |
| Олевськ    |      |        |      | Лисицький Сергій Іванович       | olevsk-gromada.gov.ua       |
| Радомишль  |      |        |      | Тетерський Володимир Романович  | radmr.gov.ua                |
| Чуднів     |      |        |      | Войтко Віталій Володимирович    | chudniv-miskrada.gov.ua     |

## Історія
За часів Речі Посполитої низка міст мала магдебурзьке право: Житомир (1444), Брусилів (1585), Олевськ, Овруч (1641), Коростишів (1779), Нехворощ, Норинськ (1624), Федорів, Добромир (1641), Лугини, Любартів, Новий Ружинів, Ксаверів, Горловичі, Черняхів (1583), Ксаверів, Паволоч (1589), Чартория (1596), Смолдирів (1596)
За часів Російської імперії містами були Житомир, Новоград-Волинський, Радомисль, Чуднів, Бердичів.